# Малая Серва
Малая Серва — деревня в Кудымкарском районе Пермского края. Входила в состав Степановского сельского поселения. Располагается восточнее от города Кудымкара. Расстояние до районного центра составляет 4 км. По данным Всероссийской переписи населения 2010 года, в деревне проживало 354 человека (157 мужчин и 197 женщин).

## История
По данным на 1 июля 1963 года, в деревне проживало 94 человека. Населённый пункт входил в состав Сервинского сельсовета.